# Agustín Miranda (Fußballspieler, 1930)
Agustín Miranda (* 1930) ist oder war ein paraguayischer Fußballspieler. Er nahm an der Fußball-Weltmeisterschaft 1958 teil.

## Karriere
Miranda spielte nachweislich für den Club Cerro Porteño aus der Hauptstadt Asunción. Ob und welche Titel er mit diesem Verein gewann, ist nicht bekannt.
Bei der Weltmeisterschaft 1958 stand Miranda im paraguayischen Kader. Den einzigen Einsatz bei diesem Turnier hatte er bei der 3:7-Niederlage gegen Frankreich. Paraguay schied als Gruppendritter nach der Vorrunde aus.
Zwischen 1951 und 1958 bestritt Miranda acht Länderspiele für Paraguay, in denen er ohne Torerfolg blieb.